# Contea di Ashburton
La contea di Ashburton è una delle quattro Local Government Areas che si trovano nella regione di Pilbara, in Australia Occidentale. Essa si estende su di una superficie di circa 105.647 chilometri quadrati ed ha una popolazione di 6.078 abitanti.